# Nurbolat Kulimbetov
Nurbolat Kulimbetov (Taraz, 9 de mayo de 1992) es un ciclista kazajo.

## Palmarés
2012
- 1 etapa del Heydar Aliyev Anniversary Tour

2014
- 1 etapa de la Vuelta Independencia Nacional
- 3.º en el Campeonato de Kazajistán en Ruta

2015
- 1 etapa del Bałtyk-Karkonosze Tour

2016
- Gran Premio ISD